# OFKポモリエ
OFKポモリエ（ブルガリア語: Общински Футболен Клуб Поморие, 英語: OFC Pomorie）は、ブルガリアのポモリエをホームタウンとするサッカークラブである。

## 歴史
クラブは1924年にレコルドの名前で創設された。1934年にシプカに改称され、後にチェルヴェノ・ズナメ、ニコライ・ルスコフ、チェルノ・モレ、ポモリエに改称した。2009年7月にナフテクス・ブルガスと合併し、チェルノモレツ・ポモリエとなった。
2010年にブルガリア・カップで準優勝した。
2010-11シーズンはBグループで2位になり、入れ替え戦で勝利したが、チェルノモレツ・ポモリエのオーナーとAグループに所属するチェルノモレツ・ブルガスのオーナーが無関係であるという証拠を提出できなかったため、Aグループのライセンスは付与されなかった。
2012年、チェルノモレツはBグループのライセンスを付与されず、Vグループ降格が決定した。同年、クラブは活動を停止し、2012年9月15日に後継クラブとして、市のサッカークラブであるOFKポモリエが創設された。2012-13シーズンはユースチームが活動し、2013-14シーズンからシニアチームが4部のAリージョナルグループで活動を開始した。